# Pablo Ervin Schmitz Simon
Pablo Erwin Schmidt Simon (Fond du Lac, Estados Unidos, 4 de diciembre de 1943) es un obispo católico, perteneciente a la Orden Franciscana de los Capuchinos. Ejerce como Obispo en la diócesis de Bluefields, Nicaragua, desde el 30 de noviembre de 2017 cuando el Papa Francisco elevó a rango de diócesis lo antes llamado Vicariato Apostólico de Bluefields.

## Biografía

### Sacerdote
Es ordenado presbítero el 3 de septiembre de 1970, siendo sacerdote y fraile capuchino.

## Obispo

### Nombramiento como obispo auxiliar
El papa Juan Pablo II le nombró obispo auxiliar del vicariato apostólico de Bluefields el 22 de junio de 1984.

### Consagración
Fue Ordenado Obispo el 17 de septiembre de 1984, por Mons. Andrea Cordero Lanza di Montezemolo (Arzobispo titular de Pandosia). los obispos co-consagrantes fueron: Mons. Miguel Obando y Bravo (Arzobispo de Managua) y Mons. Salvador Albert Schlaefer Berg (Obispo titular de Flumenpiscense).

### Nombramiento como vicario apostólico
El 28 de julio de 1994 el papa Juan Pablo II le nombra V vicario apostólico de Bluefields.

### Nombramiento como Obispo
El 30 de noviembre de 2017, el Papa Francisco le nombra Obispo de Bluefields, cuando elevó al rango de diócesis lo antes conocido como Vicariato Apostólico.